# Sorgflor

Ung kvinna med skirt sorgflor. Anders Zorns I sorg (1880).

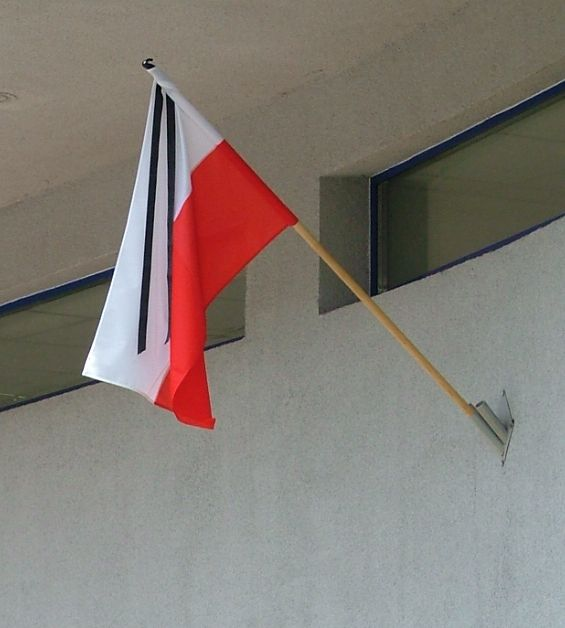
Polsk fana med sorgflor.

Ett sorgflor eller krusflor är ett tygstycke i svart siden knutet som ett kravattband som vid begravning fästs på spetsen av stången till en militär fana i två stycken meterlånga längder.
Sorgfloret var i äldre tid mestadels av tunn väv, gastyg. Det har även i äldre tid brukats som huvudbonad som tecken på sorg av såväl damer som herrar. Herrar bar oftast sorgfloret knutet kring hattens kulle.
I Sverige används sorgflor på svensk fana numera uteslutande vid frånfälle av en medlem ur kungahuset.